# Бурцев, Дмитрий Петрович
Дмитрий Петрович Бурцев (1923—1989) — полковник Советской Армии, участник Великой Отечественной войны, Герой Советского Союза (1943).

## Биография
Дмитрий Бурцев родился 6 октября 1923 года в деревне Кармакла (ныне — Барабинский район Новосибирской области) в семье крестьянина. Окончил семь классов школы, работал в сельхозартели «Красный моряк». В декабре 1941 года был призван на службу в Рабоче-крестьянскую Красную Армию. С апреля 1942 года — на фронтах Великой Отечественной войны. В 1943 году вступил в ВКП(б). К июлю 1943 года гвардии сержант Дмитрий Бурцев был наводчиком орудия 34-го гвардейского артиллерийского полка 6-й гвардейской стрелковой дивизии 13-й армии Центрального фронта. Отличился во время битвы на Курской дуге.
5 июля 1943 года в районе деревни Степь Поныровского района Курской области Бурцев сумел отразить немецкую танковую атаку, уничтожив 3 танка, 2 противотанковых орудия, 5 пулемётов и 2 дзота. В бою был ранен, но поля боя не покинул.
Из наградного листа на орден «Красная Звезда»:

 Тов. Бурцев, работая наводчиком в расчёте гв. сержанта Рыскуна И. С., в ожесточённых боях в р-не Степь 2-е Поныри Поныр. р-на Кур. обл. с 5 по 7.7.43 г. он со своим орудием показал образцы мужества и отваги. Будучи на открытой огневой позиции тов. Бурцев своим орудием подбил один тяжёлый немецкий танк Т-6 и поджёг два средних немецких танка. За проявленную отвагу и умение бороться с немецкими танками достоин правительственной награды орденом «Красная Звезда». — 13 июля 1943 г. командир 34 гв. ап гв. подп-к Буцыков
Указом Президиума Верховного Совета СССР от 16 октября 1943 года за «образцовое выполнение боевых заданий командования на фронте борьбы с немецко-фашистскими захватчиками и проявленные при этом мужество и героизм» гвардии сержант Дмитрий Бурцев был удостоен высокого звания Героя Советского Союза с вручением ордена Ленина и медали «Золотая Звезда» за номером 1789.
В 1945 году Бурцев окончил ускоренный курс Томского артиллерийского училища, после чего продолжил службу в армии. В 1973 году в звании полковника он был уволен в запас. Проживал в Москве, был начальником отделения Бабушкинского РОВД, затем работником строительной организации «УНР-336» города Юбилейный Московской области. Скончался 31 января 1989 года, похоронен в деревне Невзорово Пушкинского района (Московская область).
Был также награждён орденом Отечественной войны 1-й степени и тремя орденами Красной Звезды, а также рядом медалей.